# Champion of Champions
Das Champion of Champions ist ein Snooker-Einladungsturnier der Main Tour. Es wurde 1978 und 1980 ausgetragen und im Jahr 2013 wiederbelebt.

## Geschichte
Das Einladungsturnier wurde 1978 von Box-Promotor Mike Barrett ins Leben gerufen. Im genannten Jahr spielten vier Spieler an nur einem Tag im Wembley Conference Centre in London den Sieger aus. 1980 nahmen bereits zehn Spieler teil; diese spielten zunächst in zwei Gruppen im Round-Robin-Modus, die Sieger der beiden Gruppen bestritten anschließend das Finale.
Seit 2013 wird das Turnier mit 16 Teilnehmern im K.-o.-Modus ausgetragen. Eingeladen werden jeweils diejenigen Spieler, die in den vorangegangenen 12 Monaten Turniersieger der Profitour gewesen waren.
In den ersten 7 Jahren fand das Turnier jeweils in der Ricoh Arena in Coventry statt. 2020 musste aufgrund der COVID-19-Pandemie nach Milton Keynes ausgewichen werden. Im Jahr darauf wechselte das Turnier nach Bolton bei Manchester.
Ronnie O’Sullivan gewann das Turnier viermal und ist Rekordsieger.

## Sieger
| Jahr                                                  | Austragungsort                                        | Sieger                                                | Ergebnis                                              | Finalist                                              | Hauptsponsor                                          | Saison                                                |
| Champion of Champions – kein Ranglistenturnier-Status | Champion of Champions – kein Ranglistenturnier-Status | Champion of Champions – kein Ranglistenturnier-Status | Champion of Champions – kein Ranglistenturnier-Status | Champion of Champions – kein Ranglistenturnier-Status | Champion of Champions – kein Ranglistenturnier-Status | Champion of Champions – kein Ranglistenturnier-Status |
| ----------------------------------------------------- | ----------------------------------------------------- | ----------------------------------------------------- | ----------------------------------------------------- | ----------------------------------------------------- | ----------------------------------------------------- | ----------------------------------------------------- |
| 1978                                                  | London – Wembley Conference Centre                    | Ray Reardon                                           | 11:9                                                  | Alex Higgins                                          | Daily Mail                                            | 1978/79                                               |
| 1980                                                  | London – New London Theatre                           | Doug Mountjoy                                         | 10:8                                                  | John Virgo                                            | –                                                     | 1980/81                                               |
| 2013                                                  | Coventry Ricoh Arena                                  | Ronnie O’Sullivan                                     | 10:8                                                  | Stuart Bingham                                        | 888casino                                             | 2013/14                                               |
| 2014                                                  | Coventry Ricoh Arena                                  | Ronnie O’Sullivan                                     | 10:7                                                  | Judd Trump                                            | Dafabet                                               | 2014/15                                               |
| 2015                                                  | Coventry Ricoh Arena                                  | Neil Robertson                                        | 10:5                                                  | Mark Allen                                            | –                                                     | 2015/16                                               |
| 2016                                                  | Coventry Ricoh Arena                                  | John Higgins                                          | 10:7                                                  | Ronnie O’Sullivan                                     | –                                                     | 2016/17                                               |
| 2017                                                  | Coventry Ricoh Arena                                  | Shaun Murphy                                          | 10:8                                                  | Ronnie O’Sullivan                                     | –                                                     | 2017/18                                               |
| 2018                                                  | Coventry Ricoh Arena                                  | Ronnie O’Sullivan                                     | 10:9                                                  | Kyren Wilson                                          | ManBetX                                               | 2018/19                                               |
| 2019                                                  | Coventry Ricoh Arena                                  | Neil Robertson                                        | 10:9                                                  | Judd Trump                                            | ManBetX                                               | 2019/20                                               |
| 2020                                                  | Milton Keynes – Marshall Arena                        | Mark Allen                                            | 10:6                                                  | Neil Robertson                                        | 888sport                                              | 2020/21                                               |
| 2021                                                  | Bolton – Bolton Whites Hotel                          | Judd Trump                                            | 10:4                                                  | John Higgins                                          | Cazoo                                                 | 2021/22                                               |
| 2022                                                  | Bolton – Bolton Whites Hotel                          | Ronnie O’Sullivan                                     | 10:6                                                  | Judd Trump                                            | Cazoo                                                 | 2022/23                                               |
| 2023                                                  | Bolton – Bolton Whites Hotel                          | Mark Allen                                            | 10:3                                                  | Judd Trump                                            | Cazoo                                                 | 2023/24                                               |
| 2024                                                  | Bolton – Bolton Whites Hotel                          | Mark Williams                                         | 10:6                                                  | Xiao Guodong                                          | Grosvenor Casinos                                     | 2024/25                                               |